# Salik
Pour l’article ayant un titre homophone, voir Salique.
Pour les articles homonymes, voir Salik (homonymie).

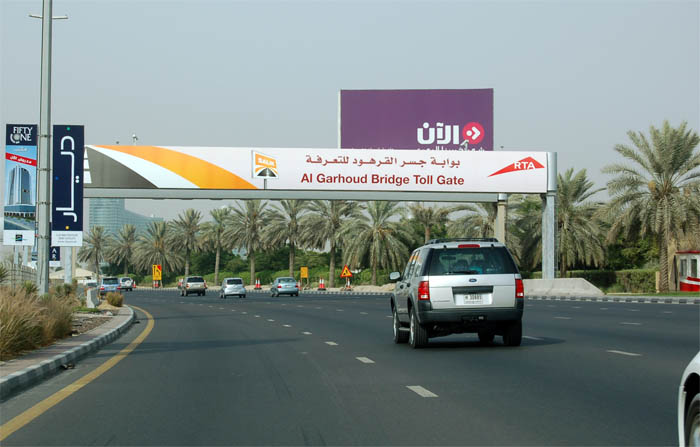

Salik est le système de péage urbain au sein de la ville-émirat de Dubaï mis en place le 1er juillet 2007 sous forme de télépéage. Le coût unitaire du passage est de quatre dirhams soit un peu plus d'un dollar.
Initialement, deux postes de télépéage sont installés, l'un sur le pont Al Garhoud, l'autre à proximité du Mall of the Emirates sur la Sheikh Zayed Road.